# Rostgumpad timalia
Rostgumpad timalia (Malacocincla abbotti) är en vida spridd syd- och sydostasiatisk tätting i familjen marktimalior.

## Utseende
Rostgumpad timalia är en 17 centimeter lång fågel med kort stjärt och kraftig, lång näbb, vilket gör att den ser framtung ut. Strupen och bröstet är vita och ofläckade. Över ögat och fram till näbben syns ett grått ögonbrynsstreck och en grå tygel. Ovansidan är brun, med rostfärgade övre stjärttäckare och stjärt. Flankerna och undre stjärttäckarna är rostbruna.

## Utbredning och systematik
Rostgumpad timalia delas in i åtta underarter:
- abbotti – södra Myanmar till Thailand, nordvästra Malackahalvön och Merguiarkipelagen
- krishnarajui – östra Indien (Östra Ghats i norra Andhra Pradesh)
- williamsoni – Thailand (östra delen av sydvästra platån) och nordvästra Kambodja
- obscurior – kustnära sydöstra Thailand (Chon Buri-provinsen till Trat), Ko Kut Island
- altera – centrala Laos och centrala Vietnam
- olivacea – thailändska halvön och Malackahalvön till östra Sumatra
- sirense – Borneo, Matasiri och Belitungöarna
- baweana – Bawean (Javasjön)

### Släktestillhörighet
Arten placeras traditionellt i släktet Malacocincla, men genetiska studier visar att den står nära bland annat kortstjärtad smygtimalia och variabel karsttimalia, båda traditionellt i Napothera. Flera taxonomiska auktoriteter har flyttat båda grupperna till släktet Turdinus som antogs vara närbesläktat, även om inga av dess arter testats genetiskt. Senare studier har dock visat att de endast är avlägset släkt, varvid rostgumpad timalia med släktingar återförts till Malacocincla.

## Levnadssätt
Rostgumpad timalia trivs i snår i fuktskog. Fågeln lever av insekter och små ryggradslösa djur som den fångar med långsamma, men bestämda rörelser i förnan. Den ses ensam eller i par.

## Status och hot
Arten har ett stort utbredningsområde och en stor population med stabil utveckling som inte tros vara utsatt för något substantiellt hot. Utifrån dessa kriterier kategoriserar internationella naturvårdsunionen IUCN arten som livskraftig (LC). Världspopulationen har inte uppskattats men den beskrivs som ganska vanlig i stora delar av sitt utbredningsområde, dock väldigt sällsynt och lokal i det mesta av Nepal och sällsynt i Bhutan.

## Namn
Artens vetenskapliga namn är en hyllning till John Richard Abbott (1811-1888), överstelöjtnant i brittiska armén och assisterande kommissionär i Arakan, Burma 1837-1845. Tidigare kallades den Abbotts timalia även på svenska, men tilldelades 2024 ett mer informativt namn av BirdLife Sveriges taxonomikommitté.